# Bel Air (Maryland)
Bel Air is een plaats (town) in de Amerikaanse staat Maryland, en valt bestuurlijk gezien onder Harford County.

## Demografie
Bij de volkstelling in 2000 werd het aantal inwoners vastgesteld op 10.080.
In 2006 is het aantal inwoners door het United States Census Bureau geschat op 10.039, een daling van 41 (-0,4%).

## Geografie
Volgens het United States Census Bureau beslaat de plaats een oppervlakte van
7,3 km², geheel bestaande uit land. Bel Air ligt op ongeveer 155 m boven zeeniveau.

## Plaatsen in de nabije omgeving
De onderstaande figuur toont nabijgelegen plaatsen in een straal van 12 km rond Bel Air.

## Geboren
- Junius Brutus Booth Jr. (1821-1883), acteur en theater manager
- Edwin Booth (1833-1893), acteur
- Asia Booth Clarke (1835-1888), schrijfster
- John Wilkes Booth (1838-1865), acteur en de moordenaar van president Abraham Lincoln
- Brandon Scott Jones (1984), acteur en scenarioschrijver
- Chase Kalisz (1994), langebaan zwemmer